# Башмаковская волость
Башмаковская волость — волость в составе Малоярославецкого уезда Калужской губернии. Существовала до 1929 года. Центром волости было село Башмаковка.

## История
На 1890 год волость относилась ко 2 стану. В неё входило 24 поселения. Населения во 806 крестьянских дворах было: 2465 мужского пола, 2743 женского. 14 дворов было некрестьянских. 
На 1926 год в Башмаковской волости Малоярославецкого уезда Калужской губернии числилось 948 дворов, в которых проживало 5331 человек.

## Состав
На 1914 год в Башмаковскую волость 2 стана, 2 земского участка, 1 судебно-следственного участка входили: деревни Алтунино, Ананьевка (Меленка), село Башмаковка, деревня Бобровка, село Вознесенье, деревни Веткино, Дворец, село Доброе, село Дольское, деревни Дорохино, Екимовка (Якимовка), Ивановская, Кобылино, Кудрявцево, сельцо Мамоново, деревни Мариновка (Лягушкино), Михалево, Муромцево, Ожогино, Прокудино, Семендяево, Столбовка, Ушаково, Шишкино.